# Sutton (Kent)
Sutton – wieś w Anglii, w hrabstwie Kent, w dystrykcie Dover. Leży 20 km na południowy wschód od miasta Canterbury i 108 km na wschód od centrum Londynu.